# 2020年代马来西亚
2020年代马来西亚: 2020年马来西亚 / 2021年马来西亚 / 2022年马来西亚 / 2023年马来西亚 / 2024年马来西亚 / 2025年马来西亚 / 2026年马来西亚 / 2027年马来西亚 / 2028年马来西亚 / 2029年马来西亚
2020年代，是马来西亚独立后的第六個十年，相當於建国64年至73年。

## 大事纪

### 2020年
- 2月24日，馬來西亞執政黨希望聯盟政府發生執政危機，土著团结党退出希望聯盟。
- 3月1日，慕尤丁在国家元首苏丹阿都拉的任命下，正式就任马来西亚第八任首相[1]。
- 3月16日，马来西亚政府面对2019年爆发的冠状病毒疫情（COVID-19）实施行动管制令。
- 7月13日，马来西亚国会下议院议长莫哈末阿里夫在第八任首相慕尤丁提呈的撤换国会议长的动议成功以111票对109票成功通过后，由阿兹哈阿兹占·哈仑在一片争议声中接任国会下议院议长职位。
- 7月28日，吉隆坡高等法庭宣判，前首相纳吉·阿都拉萨涉及一个马来西亚发展有限公司丑闻的SRC洗钱案7项指控全部成立，判处监禁12年和罚款2亿1000万令吉，若无法缴付罚款则加监5年[2][3][4][5]。
- 8月12日，前首相马哈迪·莫哈末创立祖国斗士党。
- 9月26日，沙巴州举行的第16届沙巴州议会选举，是政治危机以来首次州选举。最终由沙巴人民阵线取得38个州议席获胜。

### 2021年
- 1月11日，首相慕尤丁宣布因冠状病毒疫情（COVID-19）加剧，从1月13日起至26日再次在沙巴、雪兰莪、槟城、柔佛、马六甲、以及3个联邦直辖区（吉隆坡、布城和纳闽）实施行动管制令。其他地区则实行有条件行动管制令和复原式行动管制令[6]。
- 1月12日，国家元首苏丹阿都拉陛下颁布即日起全国紧急状态到8月1日，以遏制国内新冠肺炎疫情，直到国内冠病的确诊病例受到控制和下降，才可提前解除[7]。
- 8月16日，慕尤丁因不再掌握国会下议院多数议员支持而宣布内阁总辞，并结束其533天首相任期，为马来西亚史上任期最短的首相，后担任过渡首相直到8月21日新任首相依斯迈沙比里上任为止。
- 12月8日，前首相纳吉·阿都拉萨在SRC国际公司案中上诉失败，上诉庭三司宣判维持高庭的原判[8]。之后纳吉向联邦法院入禀上诉通知书[9]。

### 2022年
- 2月11日，2022年马来西亚联邦宪法修正案正式生效，砂拉越与沙巴和马来半岛享有平等地位[10]。根据法令，砂拉越首席部长改称为总理，副首席部长改称为副总理，助理部长改称为副部长。
- 4月14日，高院对华裔女性沈可婷撞死“蚊型脚车”少年案作出最终裁决，改判沈可婷6年监禁，即时服刑。[11]
- 8月23日，前首相纳吉·阿都拉萨在SRC国际公司4200万令吉洗钱案终极上诉，裁定维持吉隆坡高庭于2020年7月的判决，并即时服刑。纳吉之后被押送到加影监狱服刑，成为马来西亚历史上第一位被判入狱的前首相[12]。（参见：对纳吉·阿都拉萨入狱的反应）

## 文化

### 2020年
- 吉隆坡被联合国教科文组织评选为「世界图书之都」[13]。
- 柔佛州峇株巴辖的22岁华裔女生翁惠晴，凭“炒饭”系列网络漫画作品，夺得艾斯納獎，为马来西亚首位夺得此殊荣的大马漫画家[14]。

## 交通

### 2020年
- 7月30日，首相慕尤丁及新加坡总理李显龙就恢复新柔捷运系统计划、成立合资营运公司协定，以及特许经营权达成双边协议。捷运系统将改为中型地铁系统，但载客量仍是1万人不变，预计2021年1月动工，2026年底将全面投入运作[15]。

### 2021年
- 1月1日，隆新高铁计划因马新两国未能在项目结构、路线和停靠站方面的问题上达成协议，因此在协议失效后，隆新高铁项目确定终止，马来西亚政府将向新加坡政府作出赔偿[16]。

## 教育

### 2020年

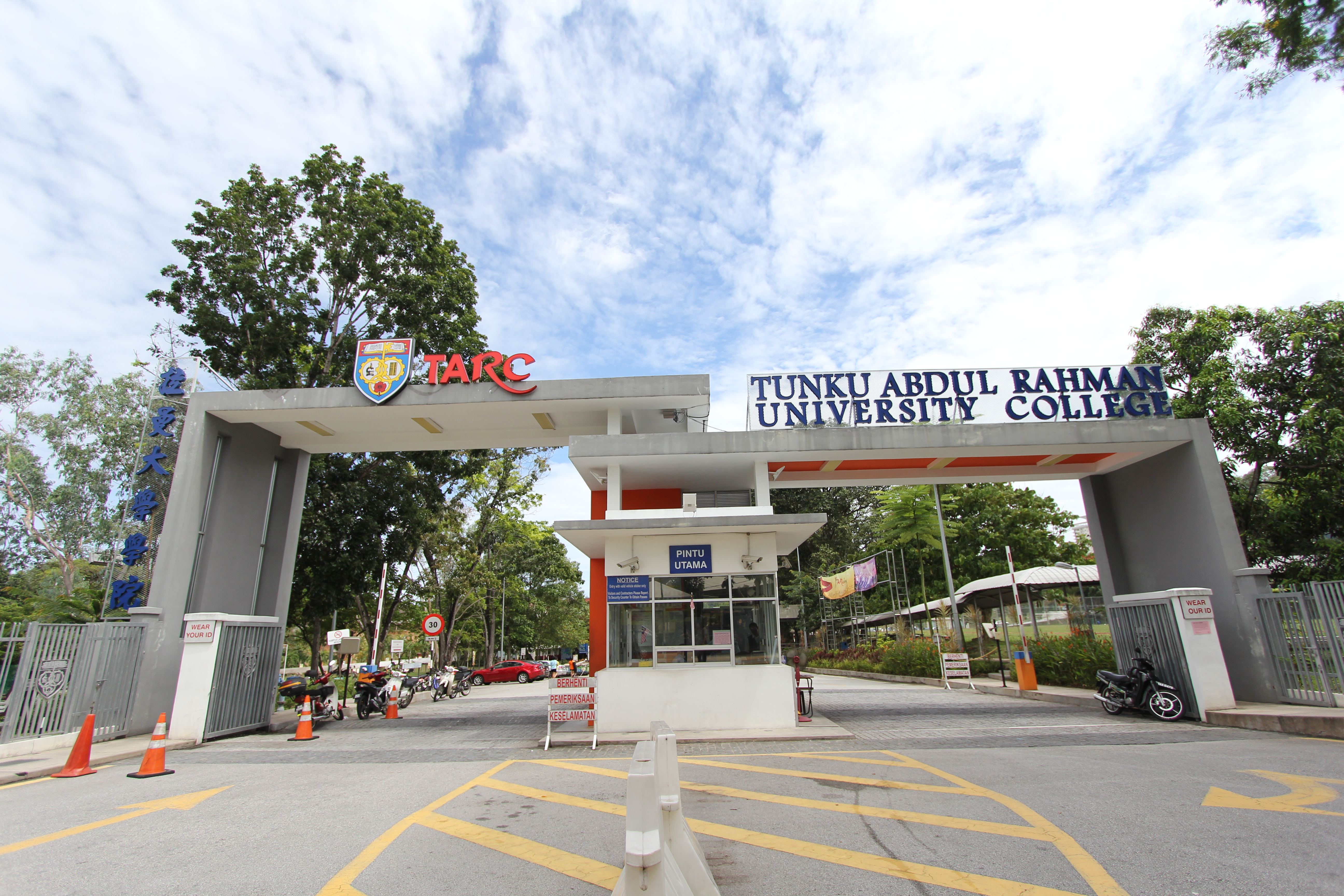
拉曼大学学院

- 5月27日，拉曼大学学院获得马来西亚财政部宣布拨款5800万行政经费[17]。
- 7月21日，财政部根据《2020年马来西亚联邦政府财政预算案》的统一基金再重新分配拨款，高等教育部总共获得59亿2281万1700令吉拨款，相比2019年增加了6亿2374万6800令吉[18]。
- 12月15日，教育部根据《2021年马来西亚联邦政府财政预算案》通过获得472亿7093万9700令吉的部门拨款[19]。

### 2022年
- 4月8日，拉曼大学学院正式升级为拉曼理工大学。[20]

### 2023年
- 11月16日，居銮中华中学校长廖伟强正式荣休。他已担任校长近21年，超过该校曾经在任最久的校长陈诗圣[21]。

## 体育

### 2020年
- 2020年马来西亚超级足球联赛，由柔佛DT卫冕冠军。
- 2020年马来西亚羽毛球大师赛，马来西亚最好成绩由陈炳顺与吴柳萤止步于混合双打准决赛。

### 2021年
- 2021年泰国羽毛球公开赛，马来西亚最好成绩由吳蔚昇与陈蔚强获得男子双打亚军。
- 2021年丰田泰国羽毛球公开赛，马来西亚最好成绩由谢定峰与苏伟译获得男子双打亚军。
- 2020年世界羽联超级系列赛总决赛，马来西亚最好成绩由女双李明晏与邹美君和国家队混双吴埙阀与赖洁敏双双止步半决赛。
- 2021年全英羽毛球公開賽，马来西亚最好成绩由李梓嘉獲得男單冠軍。
- 2021年跳水世界盃，潘德莉拉成功在女单人10米台项目夺得冠军，也是马来西亚历史上首枚跳水世界杯金牌[22]。

### 2022年
- 2022年世界羽毛球錦標賽，谢定峰与苏伟译获得男子双打冠军[23]。

## 天灾意外
- 2019冠状病毒病马来西亚疫情 （2020年至今）

### 2020年
- 2020年安邦直升机空中相撞事故

### 2021年
- 自1月初起，东海岸经济特区的吉兰丹、登嘉楼和彭亨3个州以及柔佛州局部地区因连场大雨引发闪电水灾，各州属地区损失不一。
- 2021年格拉那再也綫輕快鐵相撞事故
- 2021年－2022年马来西亚洪灾

### 2022年
- 2021年－2022年马来西亚洪灾
- 2022年峇冬加里土崩

## 逝世

### 2020年
- 1月1日， 丹斯里羅思仁， 沙巴州第二任首席部长 (1965-1967)，也是州内第一位华裔首席部长，享寿96岁。[24][25]
- 2月10日，拿督斯里奥马奥斯曼，巫统元老，1986年中选为武吉勿洞州议员，1990年起连续担任3届日赖州议员，前彭亨州行政议员，因癌症并发症逝世，享寿70岁[26]。
- 5月6日，彭亨珍尼州议员拿督斯里阿布峇卡哈伦，因心脏病逝世，享寿60岁[27]。
- 7月10日，杨金荣，马来西亚著名书法家，曾任马来西亚书艺协会署理总会长、出版主任、评议员、评审员、南方大学学院特约讲师、柔佛州书艺协会会长、马来西亚书艺协会新山联委会主席、新山书法馆馆长、柔佛州书艺协会会长，因病逝世，享年44岁[28]。
- 7月11日，陆庭谕，马来西亚华文教育工作者、教育家，自1965年开始出任教总副主席，直至2006年5月才引退，1996年担任林连玉基金会主席，直至2008年6月引退，因病逝世，享耆寿90岁[29]。
- 7月11日，朱自存，马来西亚广播电台新闻室华文新闻前监督，马来西亚报业研讨会七届主席，马来西亚华文报刊编辑人协会首任会长，马来西亚书艺协会首任会长，《南洋商报》前任总编辑，因头部跌伤送院医治后回家疗养，后病情恶化逝世，享耆寿97岁[30]。
- 7月15日，拿督古赛里，巫统霹雳州仕林州议员，巫统最高理事会成员，曾任马来西亚电影发展局主席，因心脏病发逝世，享年59岁[31]。
- 10月2日，拿督刘伟强，曾任沙巴自由民主党主席，前马来西亚首相署法律事务部长，因肺部细菌感染，在沙巴亚庇鹰阁医院逝世，享壽60岁。
- 10月15日，东姑美占，苏丹莫哈末五世殿下的王姑，因老人病在哥打峇鲁中央医院逝世，享年80岁[32]。
- 11月20日，张木钦，曾任《南洋商报》记者、编辑、主笔和总编辑等职，1993年至1994年则出任《新通报》编务董事兼总编辑，退休后仍为《南洋商报》、《中国报》等多个报馆撰写专栏，在大马文化界有「江湖第一笔」和「张大侠」的称誉，在吉隆坡班台专科医院逝世，享寿84岁[33]。
- 12月15日，翁姑·阿都·阿兹，曾任马来亚大学经济学教授，马大文学院院长与经济与行政学院院长。1968年至1988年担任马大副校长，朝圣基金会局（英语：Tabung Haji）创办人，1978年被授予皇家教授的头衔，是首位被赋予此头衔的马来西亚人，下午4时30分在吉隆坡太子阁专科医院（Prince Court）病逝，享耆寿98岁[34]。
- 12月18日，拉哈诺亚，马来西亚第二任首相敦阿都拉萨夫人，在吉隆坡太子阁专科医院（Prince Court）病逝，享寿87岁[35]。
- 12月24日，张昌富，常成控股主席兼常青集团执行总裁，砂拉越首富张晓卿儿子，享寿60岁[36]。

### 2021年
- 2月22日，王成宗，居銮教育界及乡团领袖，曾于2011年至2015年担任居銮中华中学（銮中）董事长。他在1987年陈诗圣掌校时期就加入銮中成为董事，亦是居銮县发展华小工委会创会人。去世时时年76岁[37]。
- 3月6日，阿都干尼基隆，沙巴加入马来西亚联邦功臣之一，大马三朝政坛元老，在建国最初3名首相任期内担任司法部长、工程部长和交通部长，也曾担任沙巴州事务部长和民防部长，前兰瑙国会议员，于2010年马来西亚日庆典上被授予「大马贡献人物奖」。在亚庇女皇医院病逝，享寿88岁[38]。
- 3月8日，潘斯里苏古玛丽（Sukumari Sekhar），马来西亚女权运动先驱之一，曾任全国妇女组织理事会（NCWO）创立时的副主席，任内关注儿童与妇女权益等相关课题，于2012年的妇女节获得卓越女性奖，在吉隆坡心脏和脉管中心（CVSKL）病逝，享寿87岁[39]。
- 5月30日，杜潘茱莉法丽达，女艺人，曾和已故巨星比·南利在电影《Keluarga 69》合作，因病离世，享年77岁[40]。
- 6月15日，丹斯里K. S. 尼兹哈（英语：K. S. Nijhar），国大党前副主席，曾于1999年和2004年两次赢得梳邦国会议席，他也曾在1980年获时任国大党主席三美威鲁委任，担任该党经济和教育局主任。因中风去世，享年85岁[41]。
- 8月28日，敦阿末沙基，前任马来西亚联邦政府首席秘书，因确诊冠病逝世，享年82岁[42]。
- 9月21日，邱陈雅贞，居銮文雅集团董事主席，已故商人邱文玉的妻子，也是居銮佳音堂长老会长老、居銮中英学校前董事长[43]。

### 2022年
- 6月18日，阿迪巴诺，马来演艺界天后级歌手兼演员，因患有卵巢癌在吉隆坡鹰阁医院（Gleneagles Kuala Lumpur）病逝，享年51岁[44]。

- 7月31日，卡立依布拉欣，前雪兰莪州务大臣，因心脏瓣膜细菌感染在吉隆坡中央心脏血管医院（Cardiac Vascular Sentral Kuala Lumpur）病逝，享年75岁[45]。
- 8月17日，杜潘祖丽娜卡欣（Toh Puan Zurina Kassim），马六甲第6任州元首卡里耶谷的夫人，在吉隆坡武吉白沙罗（Bukit Damansara）的住家逝世，享年78岁[46]。
- 9月15日，三美威鲁，前国大党主席，1974年至2008年担任和丰国会议员，并于1983年至1989年和1995年至2008年两次担任马来西亚工程部长，在其吉隆坡住家的睡梦中逝世，享年86岁[47]。